# Stefan Antkowiak
Stefan Antkowiak (ur. 8 kwietnia 1948 w Stramnicy) – polski działacz sportowy.

## Życiorys
W latach 1962–1968 był zawodnikiem drużyn młodzieżowych Lecha Poznań. Później występował na pozycji obrońcy w Granicy Gubin (1969–1971).
Zasiadał w Komitecie Wojewódzkim Polskiej Zjednoczonej Partii Robotniczej w Poznaniu.
W latach 1986–1992 piastował stanowisko wiceprezesa Lecha Poznań oraz kierownika sekcji piłkarskiej tego klubu.
Od 2000 do 2016 roku był prezesem Wielkopolskiego Związku Piłki Nożnej. W latach 2002–2008 był wiceprezesem Polskiego Związku Piłki Nożnej do spraw współpracy z administracją rządową, samorządową i organizacjami społecznymi. Obecnie członek zarządu PZPN.
Wykonywał mandat radnego miasta Poznania podczas kadencji 2002–2006 z ramienia klubu radnych Sojuszu Lewicy Demokratycznej, będąc przewodniczącym Komisji Kultury Fizycznej i Turystyki. Od 2014 r. członek rady nadzorczej Miejskiego Przedsiębiorstwa Komunikacyjnego w Poznaniu sp. z o.o.